# Acuerdo de la Línea Roja
El Acuerdo de la Línea Roja, también conocido como Group Agreement de 1928, es el nombre del acuerdo firmado entre los socios de la petrolera Turkish Petroleum Company (TPC) el 31 de julio de 1928. El objetivo del acuerdo era formalizar la estructura corporativa de TPC y vincular a todos los socios a una "cláusula de auto-denegación" que prohibía a cualquiera de sus accionistas perseguir de forma independiente intereses petrolíferos más allá del territorio otomano. Marcó la creación de un monopolio petrolífero o cartel, de inmensa influencia, que comprendía un vasto territorio.

## Introducción
Los orígenes de este acuerdo se remontan a la creación de Turkish Petroleum Company (TPC) en 1912. La TPC se formó como una joint venture entre una filial de Royal Dutch Shell (25%), Deutsche Bank (25%), y National Bank of Turkey (50%), a fin de promover la exploración y producción de petróleo dentro del Imperio otomano. En marzo de 1914, sin embargo, el gobierno británico consiguió que se transfiriera la participación de National Bank of Turkey (30% del cual era propiedad de Calouste Gulbenkian) a Anglo-Persian Oil Company. El junio siguiente, el Gran Visir otomano prometió a la reconstituida TPC una concesión para desarrollar campos de petróleo en las provincias otomanas de Bagdad y Mosul.

## LasSiete Hermanas
Durante la Primera Guerra Mundial, los Aliados expropiaron la participación de Deutsche Bank en TPC y la transfirieron al gobierno francés en la Conferencia de San Remo en 1920. En la época, Royal Dutch Shell esperaba poder comprar las acciones del gobierno francés para equilibrar la participación del 50% de Anglo-Persian Oil Company en TPC. El primer ministro francés, Raymond Poincaré, desestimó estas sugerencias ya que estaba decidido a crear una compañía francesa que pudiera competir con las grandes compañías británicas y estadounidenses, las cuales se llegaron a conocer como las Siete Hermanas. Las siete Hermanas eran: Standard Oil Company of New Jersey (luego Exxon), Standard Oil Company of New York (Socony, luego Mobil, la cual finalmente se fusionaría con Exxon), the Standard Oil Company of California (Socal, luego Chevron), the Texas Oil Company (luego llamado Texaco, actualmente filial de Chevron), Gulf Oil (que luego se fusionaría con Chevron), Anglo-Persian (luego British Petroleum), and Royal Dutch Shell.
El acuerdo de San Remo excluía a las compañías petroleras estadounidenses de participar en TPC. Este hecho provocó fuertes protestas tanto de las petroleras estadounidenses, las que temían que los europeas les excluirían del accesos a las fuentes de petróleo e inundarían el mercado mundial con petróleo barato de Oriente Medio; como del Departamento de Estado de los Estados Unidos. A fin de evitarlo, el Congreso de los Estados Unidos aprobó en febrero de 1920 la Mineral Leasing Act, la cual denegaba derecho de perforación en suelo público de los Estados Unidos a cualquier compañía extranjero a cuyo gobierno nacional discriminara a las compañías estadounidenses. Ni los británicos ni el gobierno de Estados Unidos deseaba poner en peligro las relaciones diplomáticas por este asunto. En 1928, TPC se reorganizó para incluir a Near East Development Corporation (NEDC), un sindicato estadounidense que incluía a Standard Oil of New Jersey, Socony, Gulf Oil, Pan-American Petroleum and Transport Company y Atlantic Refining (luego Arco). Standard Oil of New Jersey y Socony asumieron en los años 30 el control total de NEDC, tras adquirir a sus socios.

## Firma del acuerdo de la Línea Roja

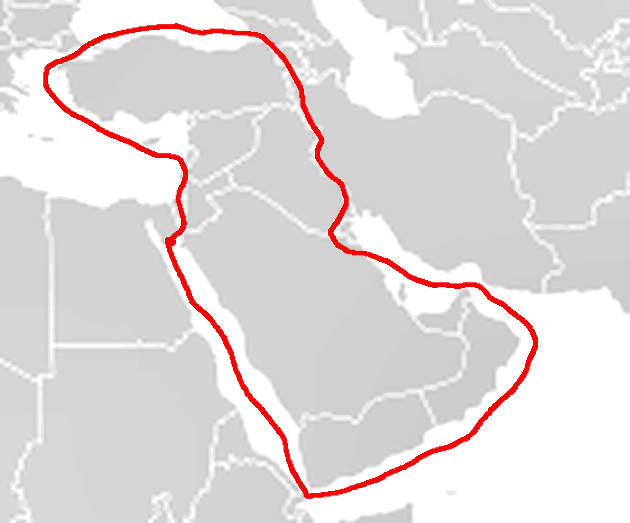
Representación aproximada del territorio comprendido bajo el acuerdo de la Línea Roja.

El 31 de julio de 1928, tras el descubrimiento del inmenso campo petrolífero de Baba Gurgur en Irak y las consiguientes negociaciones de TPC en relación con el reparto del petróleo entre los socios; los representantes de Anglo-Persian Oil Company, Royal Dutch Shell, Compagnie Française des Pétroles (CFP, luego Total, a la que el estado francés había transferido su participación en 1924) y Near East Development Corporation firmaron el acuerdo de la Línea Roja en Ostende, (Bélgica). Bajo los términos del acuerdo, cada una de las cuatro partes recibían un 23,75% del petróleo producido por TPC, a la que se permitía operar en cualquier parte de Oriente Medio entre el Canal de Suez e Irán, con la excepción de Kuwait, donde Gran Bretaña tenía mucha influencia. El 5% restante quedó en manos de Calouste Gulbenkian. La característica más importante del acuerdo de la Línea Roja fue, sin embargo, su cláusula de auto-denegación. Estipulada que las compañías participantes acordaban no desarrollar campos petrolíferos en el territorio abarcado por TPC a menos que hubieran obtenido el permiso del resto de miembros.
El pacto fue conocido como el acuerdo de la Línea Roja porque, supuestamente, durante las negociaciones entre los miembros de TPC, ninguno de los participantes tenía una idea exacta de las fronteras del Imperio Otomano previas a la Primera Guerra Mundial. Por consiguiente, durante una de las reuniones finales, Gulbenkian dibujó las fronteras de memoria en un mapa de Oriente Medio con un lápiz rojo. Se cuenta que Gulbenkian dijo que esta era la frontera del Imperio Otomano que conoció en 1914. Lo sabía, añadió, porque había nacido y vivido en él. Según otras fuentes, la "línea roja" no fue dibujada por Gulbenkian sino por un representante francés. De hecho, la cuestión se había resuelto con bastante anterioridad durante las negociaciones de los ministros de asuntos exteriores británico y francés. A pesar de todo, el nombre de acuerdo de la Línea Roja se ha mantenido.
Años más tarde, Walter C. Teagle de Standard Oil of New Jersey comentó que el acuerdo era un "movimiento rematadamente malo". Sin embargo, sirvió para definir el ámbito de operaciones de TPC, renombrada como la Iraq Petroleum Company (IPC) en 1929. El escritor Stephen Hemsley Longrigg, antiguo empleado de IPC, advirtió que el "Acuerdo de la Línea Roja", que había sido considerado como un triste caso de cartelización ilícita or como un iluminado ejemplo de cooperación internacional y de reparto justo, iba a mantener su importancia durante veinte años y, en gran medida, determinar el tempo y manera del desarrollo petrolífero en una gran parte de Oriente Medio. Aparte de Arabia Saudí y Bahrain, donde se impusieron Aramco y Bapco respectivamente, IPC monopolizó la exploración petrolífera dentro de la Línea Roja durante ese período.

## Decadencia del acuerdo
El acuerdo resultó ser problemático ya que no evitaba que compañías que no fueran miembros de IPC intentaran conseguir concesiones en el territorio comprendido en dicho acuerdo. En 1928, Socal obtuvo una concesión para buscar petróleo en Bahrain y en 1933, consiguieron otra concesión del gobierno saudí que abarcaba la provincia de al-Hasa. En 1936, Texas Oil Company compró una participación del 50% en California Arabian Standard Oil Company (la filial saudí de Socal, que pasó a llamarse Aramco en 1944). 
En 1946, Socal and Texaco invitaron a Standard Oil of New Jersey y Socony-Vacuum a unirse como socios a Aramco, y de este modo disponer del capital necesario para explotar el petróleo saudí, pero estas dos últimas ya eran socios en IPC y por tanto quedaban obligadas por el Acuerdo de la Línea Roja. Cuando se les ofreció una asociación con Aramco para desarrollar los recursos petrolíferos de Arabia Saudí, sus socios en IPC se negaron a liberarles del compromiso establecido en el acuerdo.
Por consiguiente, Standard Oil of New Jersey y Socony se unieron al gobierno de Estados Unidos para presionar al resto de miembros de IPC para que renunciaran a los términos del acuerdo. Anglo-Persian Oil Company y Royal Dutch Shell no se opusieron ya que estaban negociando con Standard Oil of New Jersey y Gulf Oil, respectivamente importantes contratos de venta de crudo. Durante la Segunda Guerra Mundial CFP y Gulbenkian habían sido afectados por la ley británica que prohibía comerciar con el enemigo (Trading with the Enemy Act) al estar CFP localizada en territorio del régimen de Vichy y sus acciones en IPC fueron confiscadas. Aunque luego se restituyeron a sus poseedores originales, la parte estadounidense argüía que este hecho había invalidado el acuerdo de la Línea Roja.
Si bien el gobierno francés y Gulbenkian protestaron, y se mantuvieron acciones legales prolongadas, ambos habían retirado sus objeciones en noviembre de 1948 a cambio de una mayor cuota en la producción de IPC de la que les correspondía en virtud de su participación en la compañía. Además, los estadounidenses renunciaron a limitar la producción de petróleo iraquí, lo que permitía a Francia asegurar un aumento del suministro de petróleo que le resultaba crítico para la reconstrucción de la posguerra. Adicionalmente, las fronteras de las acuerdo redibujaron para excluir a Arabia Saudí, Yemen, Bahrain, Egipto, Israel y la mitad occidental de Jordania.